# بايام نيزماند
سيد بيام نيزماند من مواليد 6 أبريل 1995 من مدينة فرديس ، إيران. هو حارس مرمى كرة قدم إيراني يلعب حاليًا مع نادي سباهان أصفهان في دوري المحترفين الإيراني.  تم ضمه إلى التشكيلة الاساسية لمنتخب إيران لكرة القدم في كأس آسيا 2019.
حقق الرقم القياسي الجديد على الإطلاق في 940 دقيقة متتالية دون أن يدخل هدف في مرماه. كسر رقمه القياسي اللاعب محمد نوري.

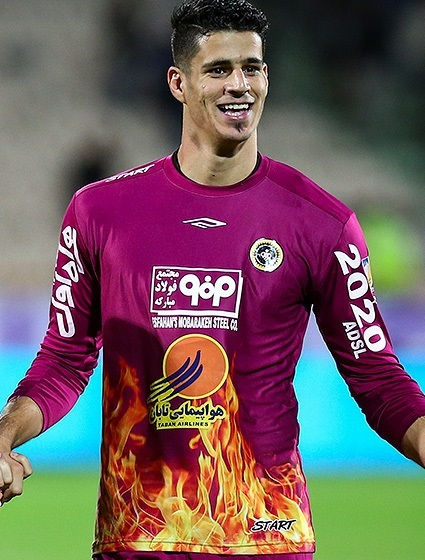